# باردو گیوگ
باردو گیوگ (به لاتین: Bardo Gewog) یک منطقهٔ مسکونی در بوتان است که در ناحیه ژهمگانگ واقع شده‌است.